# HMS Prince of Wales (53)
O HMS Prince of Wales foi um couraçado operado pela Marinha Real Britânica e a segunda embarcação da Classe King George V, depois do HMS King George V e seguido pelo HMS Duke of York, HMS Anson e HMS Howe. Sua construção começou no início de janeiro de 1937 nos estaleiros da Cammell Laird em Birkenhead e foi lançado ao mar em maio de 1939, sendo comissionado na frota britânica em janeiro de 1941. Era armado com uma bateria principal composta por dez canhões de 356 milímetros montados em duas torres de artilharia quádruplas e uma dupla, possuía deslocamento carregado de mais de 44 mil toneladas e alcançava uma velocidade máxima de pouco mais de 28 nós.
O Prince of Wales entrou em serviço no meio da Segunda Guerra Mundial e sua primeira ação foi em maio, quando foi enviado para interceptar o couraçado alemão Bismarck e o cruzador pesado Prinz Eugen junto com o cruzador de batalha HMS Hood. Na resultante Batalha do Estreito da Dinamarca, o navio sofreu de falhas mecânicas e foi atingido várias vezes, porém conseguiu acertar o Bismarck e danificá-lo o suficiente para que abortasse sua missão. O Prince of Wales foi forçado a retornar para casa e ficou sob reparos até julho, transportando no mês seguinte o primeiro-ministro Winston Churchill para um encontro com o presidente norte-americano Franklin D. Roosevelt na Terra Nova.
A embarcação foi então transferida para a Força H no Mar Mediterrâneo em setembro e escoltou um único comboio bem sucedido para Malta no mesmo mês, sendo em seguida enviado para o Extremo Oriente, onde chegou no início de dezembro e se tornou a capitânia da Força Z. Dias depois o Prince of Wales partiu na companhia do cruzador de batalha HMS Repulse para atacar forças japonesas invadindo a Malásia, entretanto os britânicos foram avistados no caminho por um submarino inimigo. A força foi emboscada no dia 10 de dezembro por aeronaves japonesas vindas de bases em terra, com o couraçado sendo torpedeado e bombardeado várias vezes até afundar próximo de Kuantan.